# Postfix
Postfix — вільний агент передачі пошти (MTA — mail transfer agent).
Postfix створений як альтернатива Sendmail.  Вважається, що Postfix швидше працює, легший в адмініструванні, захищеніший і, що важливо, сумісний з Sendmail. 
Спочатку Postfix був розроблений Вієтсом Венема (Wietse Venema) в той час, коли він працював у Дослідницькому центрі імені Томаса Ватсона компанії IBM.  Перші версії програми стали доступні в середині 1999. 
Postfix відрізняється продуманою модульною архітектурою, яка дозволяє створити дуже надійну і швидку поштову систему.  Так, наприклад, привілеї root потрібні тільки для відкриття порту (TCP 25 порт), а демони, які виконують основну роботу, можуть працювати непривілейованим користувачем в ізольованому (chroot) оточенні, що дуже позитивно позначається на безпеці. 
Архітектура Postfix виконана в стилі UNIX, де прості програми виконують мінімальний набір функцій, але виконують їх швидко та надійно.  При простої поштової системи непотрібні демони можуть припиняти свою роботу, вивільняючи тим самим пам'ять, а при необхідності знову запускаються майстер-демоном. 
Також варто відзначити простішу і зрозумілішу конфігурацію в порівнянні з Sendmail і меншу ресурсомісткість, особливо під час простою поштової системи. 
Postfix сумісний з AIX, BSD, HP-UX, IRIX, GNU/Linux, Mac OS X, Solaris, Tru64 UNIX, фактично може бути зібраний на будь-якій Unix-подібній операційній системі, що підтримує POSIX і має компілятор C.  Є службою пересилання пошти за умовчуванням в ОС NetBSD.

## Поширеність
На початку 2011 року сервіс SecuritySpace провів автоматизоване опитування більш ніж мільйона поштових серверів. У результаті були виявлені наступні показники: на 37.93% серверів використовується Exim, на 22.10% — Postfix, на 15.95% — Microsoft Exchange, на 14.47% — Sendmail.  Що стосується тенденцій, то останні кілька років спостерігається стійке зниження частки Microsoft Exchange і Sendmail, які були лідерами, аж до 2008 року.  Місце Exchange і Sendmail потроху займають Exim і Postfix.

## Виноски
1. ↑  NEOHAPSIS — Peace of Mind Through Integrity and Insight. Архів оригіналу за 16 травня 2007. Процитовано 3 лютого 2012. [Архівовано 2007-05-16 у Wayback Machine.]
2. ↑  Mail (MX) Server Survey. Архів оригіналу за 11 лютого 2012. Процитовано 3 лютого 2012.